# Bajo Ampurdán
El Bajo Ampurdán (oficialmente en catalán, Baix Empordà) es una comarca española, situada en la provincia de Gerona, Cataluña. La capital es la Bisbal del Ampurdán (oficialmente en catalán, la Bisbal d'Empordà).  
Junto con la comarca del Alto Ampurdán, y parte de las comarcas del Gironés y el Pla de l'Estany forma el territorio histórico y cultural del Ampurdán.

## Geografía

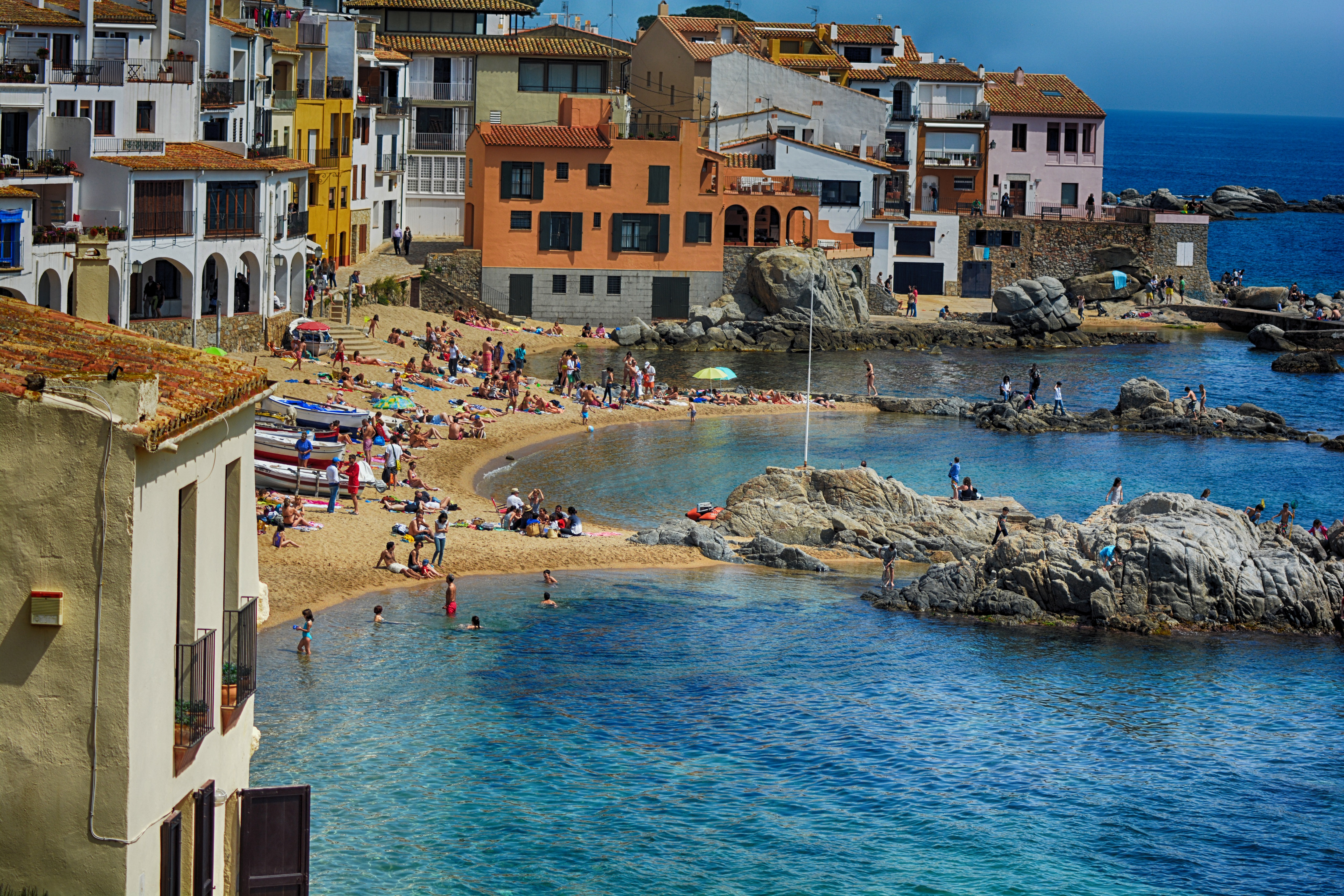
Calella de Palafrugell.

El Bajo Ampurdán es el sector meridional en el que se divide tradicionalmente la comarca natural del Ampurdán. En 1936, año de la primera comarcalización oficial de Cataluña, se aprobó la división del Ampurdán en dos comarcas administrativas, basándose más en criterios económicos y de mercado que no históricos, geográficos o culturales. El límite entre las dos partes se fijó aprovechando la línea imaginaria que recorre el macizo del Montgrí y que continúa por la divisoria de aguas de las cuencas de los ríos Ter y el Fluviá.
Incluye los municipios comprendidos entre el Montgrí, justo al norte por donde pasan las aguas del Ter, y el sector de Las Gavarras y el valle de Aro, en el sur. Cuenta con un total de 36 municipios, con una extensión total de 700,17 km². Es comarca vecina al norte con el Alto Ampurdán, al oeste con el Gironés y hacia el sur con La Selva.
Salvo los sectores de Las Gavarras, del Montgrí y de Begur, el paisaje es llano y homogéneo con pequeños montículos que acogen pequeños pueblos alrededor de su iglesia o castillo. Un alto número de villas forman pequeños centros de atracción de mercado y otros servicios.
Dentro de la montaña se debe distinguir el macizo del Montgrí, aislado, coronado por un castillo medieval, formado por calizas mesozoicas de tonos claros y con 308 m de altitud. El macizo de Begur, al este del corredor de Palafrugell, con 320 m de altitud y que cuenta también con los restos de un castillo. El punto culminante del Bajo Ampurdán se encuentra en Las Gavarras con el Puig d'Arques que alcanza los 531 m de altitud.
El litoral, la parte central de la Costa Brava, lo encontramos lleno de contrastes: acantilados vertiginosos en los extremos norte y sur de la comarca con calas resguardadas rodeadas de pinos, islas y humedales que dan refugio a peces y pájaros, así como largas playas de arena fina.
Sus ríos principales son el Ter, Daró, Rissec (afluente del anterior) y Ridaura.
La vegetación se categoriza, fundamentalmente, en una parte caliza donde domina la encina y en una parte silícea con dominio del alcornoque. Actualmente los encinares han sido sustituidos en gran parte por pinares de pino blanco y en el sotobosque predomina el romero, el brezo y los matorrales. Los alcornocales suelen cubrirse con jaras y brezos. Los ríos y arroyos están acompañados de alisos, chopos, álamos y olmos, sobre todo en la zona de la garganta del Ter.

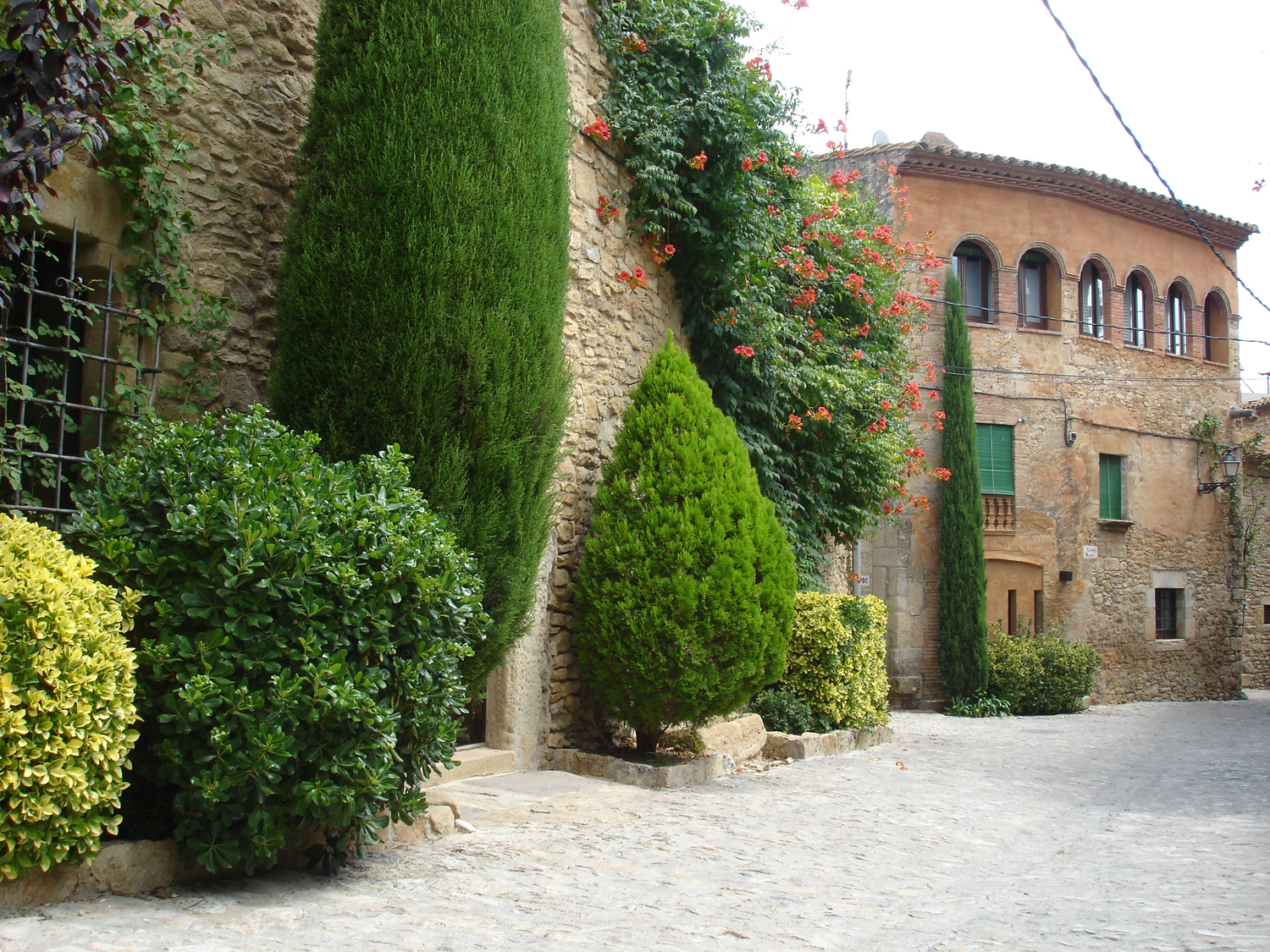
Conjunto histórico de Peratallada.

Aunque no es una comarca claramente micológica por el tipo de bosque que predomina, podemos encontrar sobre todo níscalos, pinetells, ruiseñores, carlets, oronjas, siurenys, trompetas de la muerte, rebozuelos y algún negrilla.

### Clima
El clima del Bajo Ampurdán es mediterráneo Litoral norte, si bien localmente en el interior tiene características de un clima mediterráneo prelitoral norte. La distribución de la precipitación es bastante regular a lo largo de todo el año, aunque hay un máximo bastante destacado en otoño, con un total anual escaso. El régimen térmico en verano es relativamente caluroso, mientras que en invierno es moderado, siendo casi suave en la costa norte. Así, la amplitud térmica anual es baja. Solo se consideran áridos los meses de julio y agosto. Además, el período con probabilidad de heladas solo queda comprendido entre los meses de noviembre y marzo.
En el Bajo Ampurdán hay que destacar tres vientos: la tramontana, un viento del norte con una fuerza muy notable, generalmente de invierno, que domina toda la llanura del Ampurdán y es el más característico; el garbí, del suroeste, que suele soplar en la montaña y en la costa, sobre todo en los veranos, con intensidad y direcciones variables, y el levante, del este, que predomina en la costa en primavera y en otoño.

## Demografía
Durante los siglos XIV-XVII la población se mantuvo estable con alrededor de 17 000 habitantes, pero diseminada.
La colonización agrícola de los humedales comportó un gran incremento de la población en el siglo XVIII, duplicándose la población hasta unos 34 000 habitantes. A mediados del siglo XIX, vuelve a haber un crecimiento importante, con un total de alrededor de 50 000 habitantes con la primera industrialización del corcho. Las crisis industriales y financieras y la crisis de la filoxera de 1879 explican la lentitud del crecimiento: 53 300 habitantes en 1897.
Durante los dos primeros decenios del siglo XX comienza a destacar el turismo y el litoral adopta el nombre de Costa Brava. Por ejemplo, Palamós se acercó a los 8000 habitantes, Palafrugell superó los 9000 y San Feliu de Guíxols a los 11 300. Pero otra vez una crisis de la industria corchera y la guerra civil española hizo bajar la población de unos 61 700 habitantes en 1910 a 51 700 en 1940. Pero a partir de 1950, con el impulso de todos los sectores que comportó el turismo, se invirtió la tendencia con la atracción de inmigración, pasando a duplicarse la población en 25 años: de unos 59 000 habitantes en 1960 paso a 120 299 el 2005.
| Municipio                                                                     | Habitantes |
| ----------------------------------------------------------------------------- | ---------- |
| Albons                                                                        | 602        |
| Bagur (Begur)                                                                 | 3639       |
| Bellcaire                                                                     | 603        |
| Calonge                                                                       | 10 771     |
| Castillo de Aro (Castell-Platja d'Aro)                                        | 7791       |
| Colomés (Colomers)                                                            | 200        |
| Corsá (Corçà)                                                                 | 1159       |
| Cruilles, Monells y San Sadurní (Cruïlles, Monells i Sant Sadurní de l'Heura) | 1294       |
| Foixá (Foixà)                                                                 | 320        |
| Fontanillas (Fontanilles)                                                     | 155        |
| Forallac                                                                      | 1723       |
| Garrigolas (Garrigoles)                                                       | 153        |
| Gualta                                                                        | 335        |
| Jafre                                                                         | 320        |
| La Bisbal del Ampurdán (La Bisbal d'Empordà)                                  | 10 801     |
| La Pera                                                                       | 450        |
| Montrás (Mont-ras)                                                            | 1784       |
| Palafrugell                                                                   | 20 795     |
| Palamós                                                                       | 18 782     |
| Palau Sator (Palau-sator)                                                     | 288        |
| Pals                                                                          | 2115       |
| Parlabá (Parlavà)                                                             | 358        |
| Regencós                                                                      | 288        |
| Rupiá (Rupià)                                                                 | 197        |
| San Feliu de Guíxols                                                          | 24 994     |
| Santa Cristina de Aro (Santa Cristina d'Aro)                                  | 3216       |
| Serra de Daró                                                                 | 180        |
| Torrent                                                                       | 187        |
| Torroella de Montgrí                                                          | 12061      |
| Ullá (Ullà)                                                                   | 980        |
| Ullastret                                                                     | 241        |
| Ultramort                                                                     | 213        |
| Vall-llobrega                                                                 | 888        |
| Verges                                                                        | 1142       |
| Vilopriu                                                                      | 19         |

## Economía

### Turismo
Desde los años sesenta, la Costa Brava ha visto un aumento significativo del número de visitantes, especialmente durante los meses de verano en búsqueda de sol y playa. Antes de la Guerra Civil, la mayoría de visitantes de la comarca eran del interior de Cataluña, veraneantes de buena posición económica. S'Agaró fue el núcleo que acogió la llegada masiva de turismo de la Barcelona burguesa, que buscaba urbanizaciones tranquilas, cuidadas y de calidad.
Tras la Guerra Civil la costa quedó vacía de turistas y no fue hasta los años cincuenta cuando resurgió un interés, entre los visitantes de toda Europa, por visitar la Costa Brava. Para los visitantes, las playas del Bajo Ampurdán eran vírgenes y de arena limpia. En aquella época todavía no se había desarrollado la planificación urbanística del suelo ni había productos turísticos a disposición de los visitantes.
Según diversos autores, torres modernistas y novecentistas de valor, casas de pescadores, etc, se derribaron para construir hoteles, apartamentos y otros tipos de alojamientos turísticos sin personalidad ni orden urbanístico. Por otra parte, sin embargo, se considera que hubo muchos aspectos positivos gracias al turismo, como son la apertura de mente que supuso la incursión de turistas de toda Europa: nuevos hábitos, costumbres y tradiciones, aprendizajes de idiomas, etc. A partir de los años ochenta surge una conciencia colectiva y ciudadana a favor de preservar el medio ambiente, aunque en la zona ya existe un fuerte natural y paisajístico debido por la urbanización.

## Gastronomía
La cocina del Empordà se conoce con el nombre de cocina mar y montaña. Quien dice Empordà llama cocina, una verdadera cocina propia y tradicional de agricultores y pescadores. Los productos gastronómicos típicos del Baix Empordà son:
- Arroz de Pals
- Gamba de Palamós
- Dulces de la Bisbal (Bisbalenc, Rus, Càntir, Mil·leni y Galletas Graupera)
- Recuit de Fonteta y Ullastret
- Vino de payés de Calonge
- Manzana del Baix Ter
- Bruñuelos del Empordà
- Butifarra dulce

En 1995, 16 restaurantes de la comarca se constituyeron formalmente como colectivo gastronómico con el nombre de La Cuina de l'Empordanet, con el objetivo de promocionar la calidad gastronómica del territorio y convertir el Empordà en un destino gastronómica de primera magnitud.

## Política
La institución encargada de dirigir algunos organismos de alcance comarcal es el denominado Consell Comarcal del Baix Empordà. La elección de los consejeros de la institución se lleva a cabo mediante elecciones desde 1987 por un mandato de 4 años. 